# Asai Ryōi
Asai Ryōi (浅井 了意, Asai Ryōi, 1612-1691) était un écrivain japonais du début de la période Edo. Prêtre bouddhiste qui fut un temps à la tête d'un temple de Kyoto, il est considéré comme un des meilleurs écrivains de kana-zōshi. Le kanazōshi était une forme de littérature populaire qui était écrite presque sans utiliser de kanjis, ce qui la rendait accessible à beaucoup. Bien qu'il ait couvert plusieurs genres, le kana-zōshi présentait un thème commun, qui était la célébration de la vie urbaine contemporaine. Le travail d'Asai Ryōi est en particulier tourné vers l'enseignement bouddhiste traditionnel en rapport avec l'expression d'idéaux urbains.

## Ukiyo Monogatari
« Conte du monde flottant » (浮世物語, Ukiyo Monogatari, 1661) sont généralement considérés comme la première œuvre à faire apparaître la différence entre l’ukiyo bouddhiste et l’ukiyo de la période Edo.
Ukiyo était le concept selon lequel la vie était impermanente, comme tout ce qui appartient à ce monde. Alors que les enseignements bouddhistes originels en concluaient que chacun devait consacrer son énergie dans des quêtes spirituelles dont le fruit pourrait être récolté lors d'une vie suivante, les idéaux urbains de la période Edo encourageait chacun à profiter des plaisirs de la vie comme si chaque jour était le dernier. 
Le héros de la pièce, Ukiyobō, est un prêtre bouddhiste qui en apprend suffisamment d'une existence de débauche, de jeu et de recherche du plaisir pour atteindre l'illumination sous la conduite de ses anciens[Quoi ?]. Asai Ryōi s'y moque du sérieux compassé du samouraï, tout en louangeant la gaieté et la vie du chōnin, le citadin.

## Œuvres
- Tōkaidō meishoki (1659, « Guide descriptif des sites du Tōkaidō »), récit et guide de voyage descriptif des sites de la route du Tōkaidō.
- Edo meishoki (1659, « Guide descriptif des sites d'Edo »), récit et guide de voyage descriptif des sites d'Edo.
- Musashi abumi (1661), chronique du Grand incendie de Meireki.
- Kanameishi (1662), chronique du tremblement de terre de Kanbun Ōmi-Wakasa.
- Ukiyo Monogatari (1666, « Conte du monde flottant »), roman d'aventures.
- Kōkō monogatari (1666), récit de cinquante personnages chinois célèbres pour leur piété filiale.
- Otogi bōko (1666, « Marionnettes »), adaptation des contes fantastiques du Jiandeng Xinhua (en) et précurseur du mouvement littéraire kaidan.
- Inuhariko, suite du précédent.
- Honchō onna-kagami (« Le Miroir des femmes du Japon »)
- Kashō-ki hyōban (« Critique du Kashō-ki »)